# Bubble Guppies
Bubble Guppies é uma série de desenho animado estadunidense-canadense produzida pela Nickelodeon e criada por Jonny Belt e Robert Scull para o canal Nick Jr. Ele usa um estilo de animação computadorizada (CGI) por Autodesk Maya. A série leva um estilo similar ao de outros desenhos pré-escolares do canal onde cada episódio segue sempre um mesmo esquema da mesma forma que Dora, a Aventureira, Super Fofos e Umizoomi.
No Brasil, o desenho é transmitido pela Nick Jr. Brasil em canal fechado e pela TV Cultura em canal aberto através do programa Quintal da Cultura de março de 2012 a maio de 2013 sendo substituída por Thomas e Seus Amigos ganhando outro horário na grade do Quintal da Cultura, porém no ano de 2015, o desenho ganhou um horário próprio fora da grade do Quintal da Cultura e no ano de 2016, o desenho voltou na grade do Quintal da Cultura, mas depois se passou alguns meses e o desenho saiu de lá no mesmo ano.
Em Portugal, é transmitido pelo Nick Jr. Portugal. Em 2013 a 2014 era exibido pela Fox em Portugal com o seu idioma original Inglês com as legendas em português começava as 11:35.
Em 4 de junho de 2019, a série foi revivida e renovada pela quinta temporada.

## Enredo
A série se passa numa fictícia cidade submersa chamada Bubbletucky (Terra dos Bolhas), onde vivem vários animais marinhos falantes e também um grupo de crianças sereias chamados Bubble Guppies (Lebistes Bolhas). Juntos eles vão a escola onde aprendem coisas novas em ritmos musicais e imaginando a cada episódio.

## Personagens
- Gil: Um menino de cabelos e olhos azuis que sempre se dá mal quando está apresentando o programa ao lado de Molly. Está sempre junto com a Molly e seus amigos.
- Molly: Uma menina negra e de cabelos rosadas que apresenta o programa junto com Gil. Ela canta a maioria dos musicais do desenho.
- Deema: Uma menina loira com um cabelo amarela num formato um tanto estranho melhor amiga de Molly e Oona (Una).
- Golbie: Um menino negro de cabelo anil bem curtinho.
- Nonny: Um menino ruivo de olhos verdes, cabelo laranja, e é esperto, ele usa uma máscara de mergulho, como se fossem óculos, e é o melhor amigo de Gil. Ele raramente aparece sorrindo, ao contrário dos demais personagens, ele é tímido, e está sempre com a boca virada para baixo.
- Una: Uma menina de cabelos roxas com duas maria-chiquinhas e olhos puxados que é amiga de Molly e Deema.
- Zooli: Uma menina negra de cabelos violetas e olhos puxados que é amiga de Molly, Una, e Deema.
- Sr. Garoupa: O professor dos Bubble Guppies. Ele é um enorme peixe falante e laranja.
- Bubble Puppy: O cachorro de estimação de Gil. Ele possui um rabo de sereia da mesma forma que os personagens.
- Peixinhos: São um trio de pequenos peixes que sempre aparecem narrando os títulos dos episódios e contracenando com os personagens muitas vezes respondendo as perguntas que eles fazem aos telespectadores. Eles são muito divertidos.

## Dublagem
| Personagem  | Brasil                                                                            | Portugal         |
| ----------- | --------------------------------------------------------------------------------- | ---------------- |
| Molly       | Fernanda Ribeiro                                                                  | Carla García     |
| Gil         | Eduardo Drummond                                                                  | Sandra de Castro |
| Goby        | Cadu Paschoal                                                                     | Pedro Cardoso    |
| Deema       | Anna Rita Cerqueira (1ª temporada - T05E07) Vitória Crispim (T0508 em diante)     | Alexandra Sedas  |
| Oona        | Helena Palomanes (1ª temporada-4ª temporada) Bia Menezes (5ª temporada em diante) | Leonor Alcácer   |
| Nonny       | Gabriel Vitor (1.ª temporada - T03E17) André Marcondes (T03E18 em diante)         | Paula Pais       |
| Zooli       | Ana Elena Bittencourt                                                             | Maria Camões     |
| Sr. Garoupa | Mckeidy Lisita                                                                    | Quimbé           |
| Peixinhos   | Flávia Saddy e Pablo Barros (6ª temporada)                                        | Ana Vieira       |

## Episódios
1ª Temporada 2011
| # Série | # Temp. | Título                                                         | Escrito por                                 | Storyboards por                          | Exibição original       | Exibição no Brasil |
| ------- | ------- | -------------------------------------------------------------- | ------------------------------------------- | ---------------------------------------- | ----------------------- | ------------------ |
| 1       | 106     | "Call a Clambulance!"                                          | Jonny Belt Robert Scult                     | Robert Bandel Otis Brayboy Thomas Connor | 24 de janeiro de 2011   | por anunciar       |
| 2       | 116     | "The Crayon Prix!"                                             | Jonny Belt Robert Scult Rodney Stringfellow | Robert Bandel                            | 25 de janeiro de 2011   | por anunciar       |
| 3       | 108     | "Bubble Puppy!"                                                | Jonny Belt Robert Scult Adam Peltzman       | Robert Bandel Thomas Connor              | 26 de janeiro de 2011   | por anunciar       |
| 4       | 103     | "Build Me a Building!"                                         | Jonny Belt Robert Scult Adam Peltzman       | Robert Bandel Otis Brayboy               | 27 de janeiro de 2011   | por anunciar       |
| 5       | 117     | "Ducks in a Row!"                                              | Jonny Belt Robert Scult Jeff Borkin         | Robert Bandel                            | 31 de janeiro de 2011   | por anunciar       |
| 6       | 104     | "The Grumpfish Special!"                                       | Jonny Belt Robert Scult Adam Peltzman       | Robert Bandel Otis Brayboy               | 1 de fevereiro de 2011  | por anunciar       |
| 7       | 118     | "The Moon Rocks!"                                              | Jonny Belt Robert Scult Janice Burgess      | Robert Bandel                            | 2 de fevereiro de 2011  | por anunciar       |
| 8       | 112     | "Who's Gonna Play the Big Bad Wolf? "Quem Vai Ser o Lobo Mau?" | Jonny Belt Robert Scult Adam Peltzman       | Robert Bandel Thomas Connor              | 3 de fevereiro de 2011  | por anunciar       |
| 9       | 105     | "We Totally Rock!"                                             | Jonny Belt Robert Scult                     | Robert Bandel Otis Brayboy               | 28 de fevereiro de 2011 | por anunciar       |
| 10      | 102     | "Fishketball!"                                                 | Jonny Belt Robert Scult Adam Peltzman       | Robert Bandel Otis Brayboy               | 1 de março de 2011      | por anunciar       |
| 11      | 107     | "The Legend of Pinkfoot!"                                      | Jonny Belt Robert Scult Janice Burgess      | Robert Bandel Otis Brayboy Thomas Connor | 2 de março de 2011      | por anunciar       |
| 12      | 119     | "Gup, Gup and Away!"                                           | Jonny Belt Robert Scult Carin Greenberg     | Robert Bandel                            | 3 de março de 2011      | por anunciar       |
| 13      | 113     | "The Spring Chicken is Coming!"                                | Jonny Belt Robert Scult Rodney Stringfellow | Robert Bandel                            | 15 de abril de 2011     | por anunciar       |
| 14      | 120     | "Boy Meets Squirrel!"                                          | Jonny Belt Robert Scult Anna Housley Juster | Robert Bandel                            | 22 de abril de 2011     | por anunciar       |
| 15      | 111     | "Have a Cow!"                                                  | Jonny Belt Robert Scult Jeffrey Borkin      | Robert Bandel Thomas Connor              | 6 de maio de 2011       | por anunciar       |
| 16      | 110     | "Super Shrimptennial Celebration!"                             | Jonny Belt Robert Scult Rodney Stringfellow | Robert Bandel Thomas Connor              | 19 de setembro de 2011  | por anunciar       |
| 17      | 101     | "Happy Clam Day!"                                              | Jonny Belt Robert Scult                     | Robert Bandel                            | 20 de setembro de 2011  | por anunciar       |
| 18      | 109     | "Can You Dig It? "Todos Cavando!"                              | Jonny Belt Robert Scult Jeffrey Borkin      | Robert Bandel Thomas Connor              | 21 de setembro de 2011  | por anunciar       |
| 19      | 114     | "Bubble Bites!"                                                | Jonny Belt Robert Scult Carin Greenberg     | Robert Bandel                            | 22 de setembro de 2011  | por anunciar       |
| 20      | 115     | "Haunted House Party!"                                         | Jonny Belt Robert Scult Jeffrey Borkin      | Robert Bandel                            | 24 de outubro de 2011   | por anunciar       |

### Animações
Os episódios são especiais pela Autodesk Maya 2013.